# Bitola larga

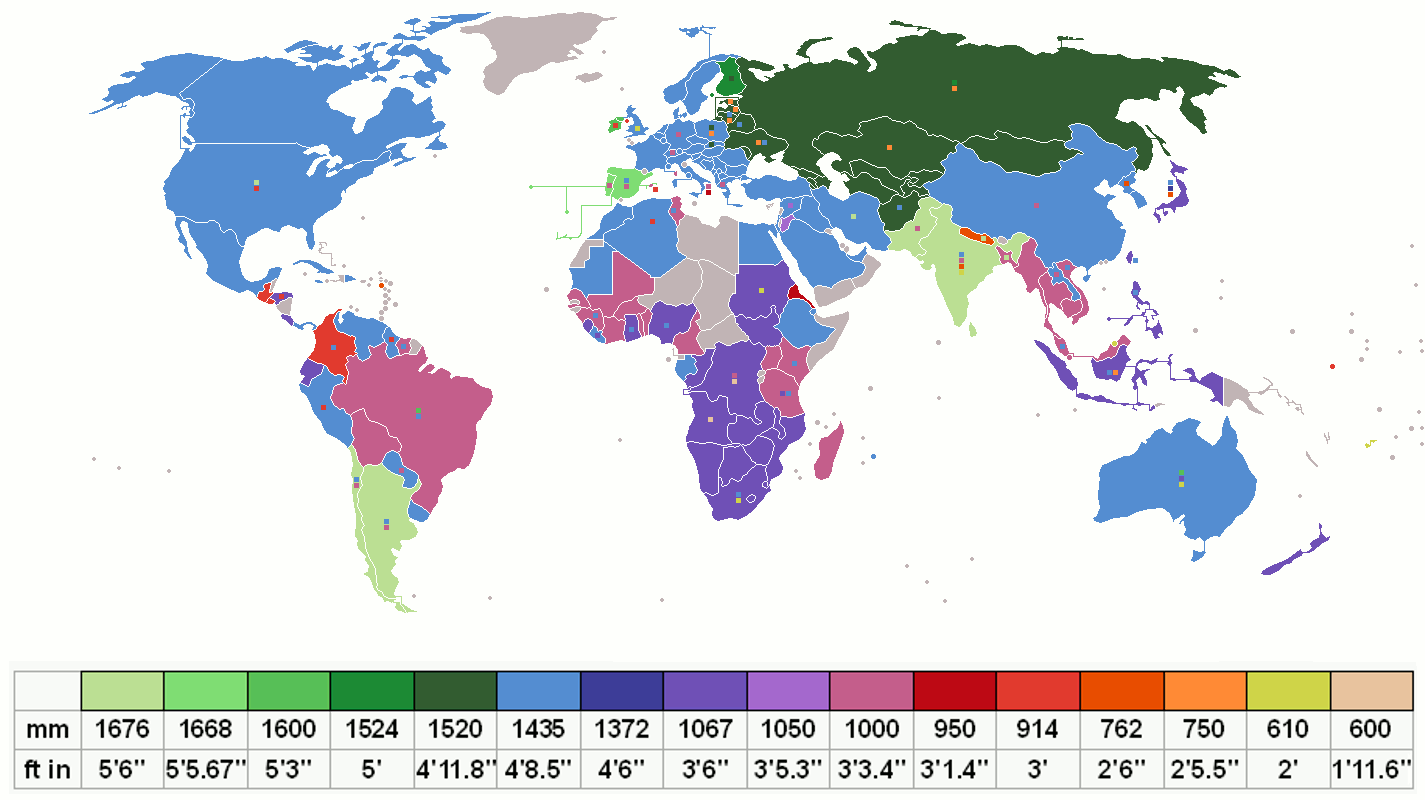
Bitolas predominantes nos diversos países. A bitola larga em verde.

Bitola larga é a denominação que se dá às ferrovias cuja bitola é maior que os 1435 mm da bitola padrão.

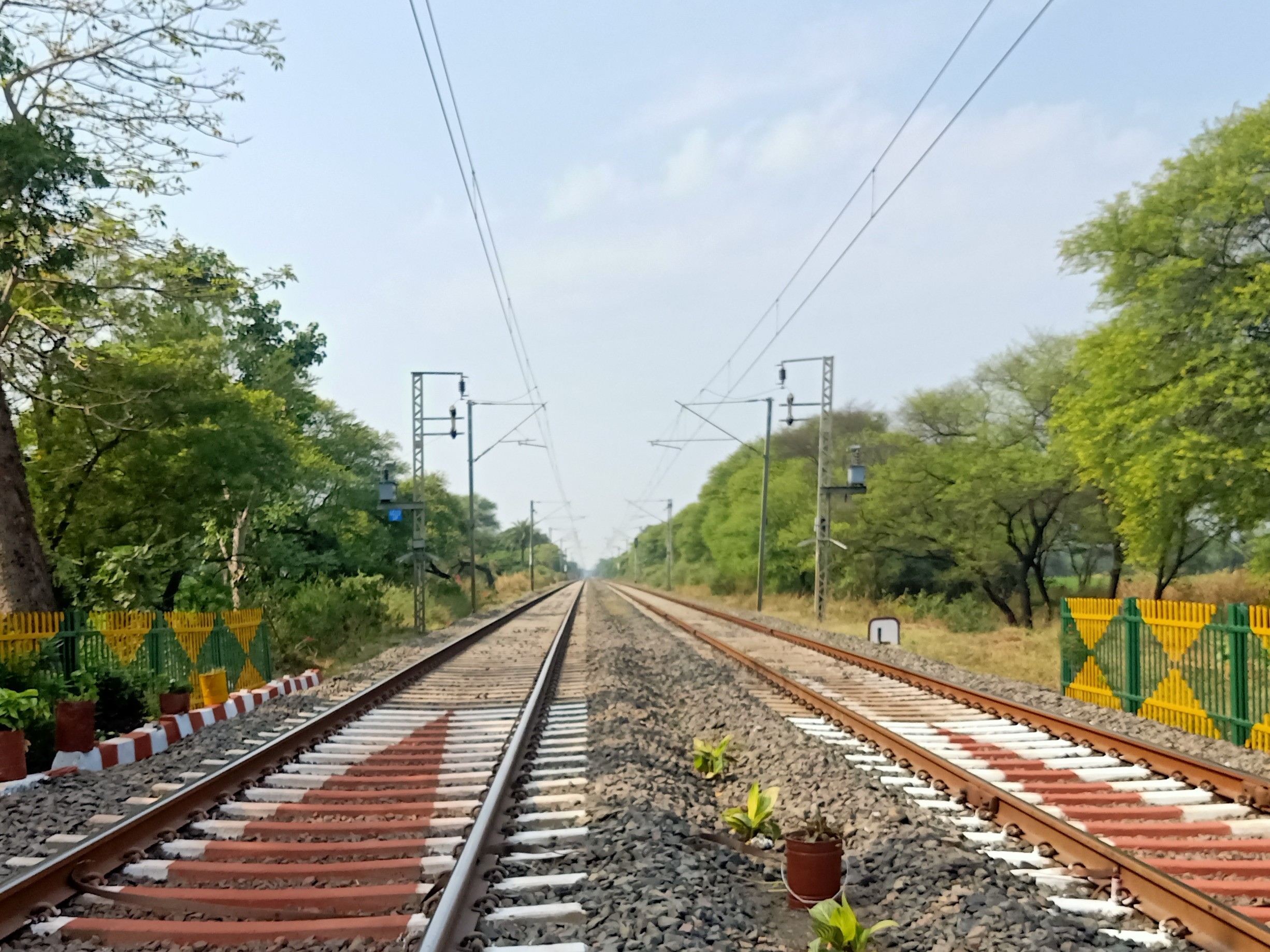
Broad Gauge railway Up and down line near Bhopal

Nomeadamente, "bitola larga" pode referir-se em contexto a:
- bitola ibérica, utilizada como o padrão oficial de bitola larga (junto com algumas linhas em bitola métrica) no sistema de transporte ferroviário de Portugal: 1668 mm
- bitola irlandesa, utilizada como o padrão oficial de bitola larga (junto com uma extensa rede de bitola métrica) no sistema de transporte ferroviário do Brasil: 1600 mm.
- Bitola indiana, utilizada coma padrão oficial de bitola larga na Índia, Paquistão, Sri Lanka, Bangladesh, Argentina e Chile: 1676 mm.

## Tipos mais comuns de bitola larga
| Bitola dos trilhos | Nome comum       | Observações                                                   |
| ------------------ | ---------------- | ------------------------------------------------------------- |
| 3 m                | Breitspurbahn    | havia planos de uso na Alemanha Nazi                          |
| 1.676 mm           | Bitola indiana   | oficial do Transporte ferroviário na Índia, Argentina e Chile |
| 1.668 mm           | Bitola ibérica   | em uso na Espanha e Portugal                                  |
| 1.600 mm           | Bitola irlandesa | utilizada no Brasil como bitola larga                         |
| 1.524 mm           | Bitola russa     | bitola do Império Russo e Finlândia                           |
| 1.520 mm           | Bitola russa     | redefinição métrica entre as décadas de 70 e 90               |

## Vantagens da bitola larga
As ferrovias de bitola larga geralmente possuem maior capacidade no transporte de cargas e permitem velocidades maiores do que os sistemas de bitola padrão e estreita.

## Desvantagens da bitola larga
As ferrovias de bitola larga podem ser substancialmente mais caras para serem construídas, pois exigem curvas de raio maior que as de bitola padrão e estreita. Além disso, a bitola larga demanda pontes e túneis com maior gabarito estrutural.

## História das primeiras ferrovias com bitola larga
Em 1838, o projeto do engenheiro civil Isambard Kingdom Brunel para a companhia britânica Great Western Railway previa uma linha férrea com bitola de 2,14 m, bitola esta que se manteria até 1892.
Inúmeras docas utilizaram linhas férreas com tal bitola larga para construção e manutenção até 1913, sem estarem conectadas ao sistema ferroviário britânico. O Parlamento inglês preferiu uniformizar a bitola em todo o arquipélago para a bitola padrão.
A Irlanda preferiu manter a bitola de 1,6 m, que passou a ser usada em diversos trechos das ferrovias na Austrália e Brasil. O Império Russo utilizou uma bitola com 1.524 mm na maior parte do sistema ferroviário até a década de 1970, quando a Rússia e outras repúblicas soviéticas começaram um processo de conversão de bitola para 1,52 m. A Finlândia permaneceu com a bitola russa imperial.